# Аккайин (Мартуцький район)
Аккайи́н (каз. Аққайың) — село у складі Мартуцького району Актюбінської області Казахстану. Входить до складу Карашайського сільського округу.
До 2009 року село називалось Комінтерн.
Населення — 409 осіб (2021; 544 у 2009, 680 у 1999, 636 у 1989).